# نيكولا باين
نيكولا باين (10 سبتمبر 1969 في كندا - ) (بالإنجليزية: Nicola Payne)‏ هي لاعبة كريكت نيوزلندية. شاركت مع منتخب هولندا للكريكت. أما مع النوادي، فقد لعبت مع Canterbury Magicians ‏.

## وصلات خارجية
- نيكولا باين على موقع إي آس بي آن كريك إنفو (الإنجليزية)